# ゴウ (アニメポケットモンスター)
ゴウは、任天堂のゲームソフト『ポケットモンスター』シリーズを原作とするアニメ『ポケットモンスター テレビアニメ第7シリーズ』に登場する架空の人物。

## プロフィール
- 出身地：クチバシティ（カントー地方）
- 職業：リサーチフェロー（第2話から）・ポケモントレーナー・ポケモンスクール生徒
- 夢：すべてのポケモンをゲット[注釈 1]
- 年齢：10歳
- 登場時期[注釈 2]：PM2（テレビアニメ第7シリーズ）

## 各国の日本国外名
- 英語：ゴー(Goh)
- 韓国語：ゴウ(고우)

## 人物
PM2のもう一人の主人公。ケンジ以来となるアニメオリジナルのメインキャラクターの一人。一人称は「俺」。口癖は「未来は俺の手の中にある!」「（語尾に）っしょ」「GO!」。TV字幕は青色で表示される。
身長はサトシと対等。褐色の肌に碧眼と長い睫毛が特徴。襟の立った黒い半袖シャツを着ており、黒い長ズボンを履いている。左利き。
実家は小高い丘にあるコンドミニアム。手前にバス停があり、研究所への移動手段として使用している。自室があり、PCが置かれている。家族は母のクルネ、父のイクオ、祖母のトメがいる。父母はシステム系会社『ゴーゴーシステム』を経営しており、ゴウが幼少の頃から多忙だった為、ゴウは自室のPCに無我夢中になっていた。
ロケット団からは「ジャリボーイ二号」と呼ばれている。
博学才穎で理性的且つ落ち着いた性格をしているが、時折アグレッシブな行動力を見せる情熱家。分析や情報収集に長けており、天然な面があるサトシにツッコミ担当に回る等がある反面、未熟で抜けているシーンも目立つ。噴火の仕組みなどもサトシに分かりやすく解説することもあるが、電話ボックスなどレトロニムなものは知らない。読書への関心も示している。幼少期はお調子者で口が巧かったものの、当時から苦境になると怖気づいてしまう一面があった。その他、運動神経はサトシよりも数段劣っている。ヤバシたちがサクラギ研究所のゴウに関するデータへの不正アクセス及び削除をした際は、一連の行為を許す寛大さも持つ。
幼少期からポケモンに関する知識は優れており、第1話ではキャンプで出会ったポケモンの事を解説していたほどだったが、調子に乗って知識を披露したため、場の空気を悪くしてしまった。コハルからは口の達者な個性が友人ができない原因と指摘された。スクールでは他の生徒と遊ぶことなく、運動場の隅にゴウが独りで居る描写もあった。母クルネは幼少期よりゴウにコハル以外の友達ができないことを心配していたが、サトシやゴウのポケモンたちとの和気藹々な姿を見て安心している。また、ゴウには小さい頃にできた友人でタンバシティのトキオがおり、「プロジェクト・ミュウ」を期に再会。ホウジなど過去に出会ったキャラクターとは別れ後もやり取りしている。
ヒバニーをゲットした当初はモンスターボールを投げるのが上手くなかったが、回数を重ねるごとにポケモンに当てられるようになっている。ポケモンをゲットする時は、バトルで弱らせてからのゲットや友情ゲット、救出ゲット、突発的または連続的にボールを投げることもある。普通の投げ方の他に「カーブボール(モンスターボールを放物線のように投げる)」と称する投げ方がある。
トレーナーになったばかりの頃は、ポケモンバトルに不慣れで、ホウエン地方で開催されたバトルフロンティアイベント『ビードロカップ』でホウジに完封負けを喫した。だが、フライゴンゲットのバトルでサトシの戦術を模倣するなど学習して成長している。逃したものの、ラビフットとフライゴンで挑んだサンダーとのバトルも善戦した。
コハルとは幼馴染。サクラギ博士とソウタも幼少期から関わりがあり、サクラギ博士のことを「サクラギ所長」と呼んでいる。オーキド博士とは幼少期の頃のキャンプで知り合っており、現在ではオーキド博士のことを尊敬している。
サトシとは第2話でのルギアとの遭遇で初めて対話し、サトシを面白いと感じて友達を認めている。第3話では、困っているフシギソウを助けるか静観するかでサトシと喧嘩をするが、サトシたちがフシギソウやフシギダネを身体を張って助けようとしたのを見て感銘を受ける。後に、サトシに自分と友達になるように頼むが、同時にサトシからも友達と言われた。以降は野生ポケモンに対しても素直に情を見せることも多い。カキに「サトシのライバル」と幾度と言われたが、ゴウはサトシとのライバル関係を否定している。そして、ゴウは「サトシとはリサーチフェローのパートナーであり、友達だ」と発言した。
家族思いで、研究所から家に帰省した際には、祖母のトメに肉まん、父イクオと母クルネには体調を気遣って手袋をプレゼントしている。
コハルと同じスクールに所属しているが、ポケモン観察やリサーチフェローの活動などの理由で現在はほとんど通っていない。過去にはスクールに登校していたが、他人と遊ぶことに躊躇していた。しかし、テストの日は登校すると教師と約束しており、第49話では、事前にレンジと家庭学習をしてテストを受験した。
幼少期に出会ったミュウに対しての憧れが強い。ポケモントレーナーになる前は、最初のポケモンはミュウにすると決めていた。その為、サクラギ博士が最初のポケモンとして用意したフシギダネ・ヒトカゲ・ゼニガメのいずれも受け取らなかったが、後にヒバニーに心を動かされ友情ゲットした。ポケモン図鑑を目にしてすべてのポケモンをゲットを夢見るようになった。全てのポケモンを捕獲後、ミュウに辿り着くと云う目標に方向転換した。
第46話でミュウに辿り着く理由が明らかになった。ミュウツーの「全てのポケモンをゲットするとなぜミュウに辿り着く」という問いに対し、「ゲットすることが知ることだって俺は思って、いろんなポケモンをゲットしてポケモンのことをもっと知りたい。全てのポケモンを知ることができればすべてのポケモンの遺伝子を持つミュウに辿り着けるんだ。」と仮説を基にした謎理論を提唱し、ミュウツーはそれ以上の言及を避けた。第62話でリポーターのお姉さんに聞かれた際もこの謎理論を提唱し困惑されている。第68話でオーキドから『プロジェクト・ミュウ』の参加を勧められるも、一度は断ったが、シゲルとの出会いがきっかけで一転して参加を決意した。第71話でエントリーミッションに合格し、正式メンバーに加わった。
第90話で光のゲートをくぐってたどり着いた先で別世界のゴウに会ってしまう。異世界のゴウは一人称は「オレ様」で江戸っ子風な性格をしている。

## 略歴
幼少期にコハルに誘われてオーキド博士のキャンプに参加したが、コハルと共にはぐれてしまった際に、ニドキングと戦うミュウを目撃。ミュウはニドキングと同じ技を使いニドキングを圧倒していた。その後も、様々なポケモンに変身したり、危機に瀕したガルーラの子供を助けたりする場面を目撃した。オーキド博士からミュウの話を聞き、いつかミュウのゲットを決意する。
10歳になった時、クチバシティに現れたルギアを追いかけ、飛行するルギアに抱きついてそこでサトシと初めて対面した。この出会いを経て、サトシを友達と認定する。ゴウがルギアの生態を調査していたことなどが功を奏し、サクラギ博士からリサーチフェローの誘いを受け、サトシと共にリサーチフェローとなり、サクラギ研究所に住み込むようになる。後にゴウは、サクラギ博士よりサクラギパークの使用許可も貰っている。
第3話でサクラギ博士にスマートフォンをスマホロトムにしてもらった。
第4話ではガラル地方でヒバニーと運命的な出会いを果たし、第5話でヒバニーの実力や仲間思いの個性に惹かれて初めてポケモンゲットをし、ポケモントレーナーとなる。
第6話でカントー地方・クチバのもりにて、カントー地方のむしポケモン全種類をゲットしたことで、全てのポケモンゲットを目標として決める。
第12話でガラル地方行きの飛行機内からムゲンダイナを目撃する。
第17話でメインパートナーのヒバニーがラビフットに進化する。しかし、ヒバニーの頃と性格が異なり、ゴウに対して素っ気ない対応をとり、距離を取り始めた。
第28話でガラル地方でメッソンをゲットした。
第32話で1997年の放送開始以来アニメシリーズの全話に登場していたサトシが出演せず、ダブル主人公のゴウのみが登場する初の回となった。また、この回でゴウは旧友のタンバシティのトキオと奇跡的な再開を果たした。
第37話でアローラ地方に訪れた際にリーリエ以外のポケモンスクールの生徒たちと初めて対面し、カキとバトルする。結果勝敗は決まらなかったものの、カキとはお互いに認め合った。
第45話でローズが復活させたムゲンダイナを一時的にゲットする。その後、マグノリア博士の元、地下奥深くに封印された。また、メインパートナーのラビフットがエースバーンに進化し、ヒバニーの頃の明るい性格に戻った。
第53話でゴウはスイクンをゲットした。スイクンはゴウの仲間になる事を選び、サクラギパーク入りした。
第59話でゴウはサルノリを捕獲し、ガラル地方で最初に貰えるポケモン3匹全てを手に入れた。
第62話でメッソンがジメレオンに進化した。ヒバニー同様、進化して性格が変貌し、ゴウとは距離を置き、進化を見据えた巣籠もりを開始した。
第68話でゴウはオーキド博士に『プロジェクト・ミュウ』への参加を推薦されていたが、一度は断っていた。しかし、シゲルとの出会いがきっかけで参加を決意した。
第71話で『プロジェクト・ミュウ』のエントリーミッションに合格し、正式メンバーに昇格した。
第78話で巣籠もりをしていたジメレオンはインテレオンに進化した。
第80話で『プロジェクト・ミュウ』のトライアルミッションに初挑戦。ゴウは条件を満たし、トークン1つが還元された。
第113話でラストミッションにおいてレジエレキとレジドラゴを捕獲ミッションに挑んだ。その内のレジエレキをゲットしたことによって、同時にレジドラゴを手に入れたシゲルとトキオと共にチェイサーの一員となった。
第120話ではゴウがマスターズ・トーナメントに出場するサトシを応援すべく、シュートスタジアムに観戦しているため、関与してない回となった。
第127話ではプロジェクト・ミュウから緊急招集がかかったため、明日の決勝戦が見られなくなった事をサトシに伝えた。その為、129話では登場してない。
現在はサトシと別れて一人旅をしており、様々なポケモンゲットに励んでいる。

## ゴウのポケモン
現在のメインパートナーポケモンはエースバーン・インテレオン・サルノリの3体。パートナー3体と他のポケモンたちは総じてサクラギ研究所・サクラギパークで生活しており、必要に応じて手持ちを入れ替えている。
第136話でゴウがサクラギ研究所から旅立った際、パートナー3体以外のポケモンはサクラギパークに預けられた。

### エースバーン
ヒバニー→ラビフット→エースバーン
- 声 - 林原めぐみ
- 登場時期：PM2

第4話で初登場。ゴウの最初のポケモン並びに初のほのおタイプでサルノリが加わるまでのメインパートナーとして行動していた。
ガラル地方のシュートシティに住んでいた。3匹の野生のクスネのリーダー的存在だった。クスネ達のために巧みに盗みを働くなどして食料を集めていた。ゴウに助けられ、ゴウから世界の広さを知らされた事やクスネ達からの後押しもありゴウ達のいる列車に乗った。しかし、続く第5話では全く気付いてもらえず、挙句にそのまま降り遅れてしまい、途中で列車から飛び降りる。ボロボロになりながらもなんとかゴウの元へたどり着くが、ゴウから最初にゲットするのはミュウと決めていることを聞かされショックを受ける。その後、線路上でキョダイマックスしたカビゴンをどかすためサトシやゴウに力を貸し、ゴウにその実力を認められゲットされた。
目的のために窃盗を行う事もあるが、クスネ達のために食料を集めるなど仲間思いな性格である。負けず嫌いでもあり、無視されたり相手にされないとすぐふてくされる。時折、サトシを蹴ることもあり、ピカチュウの怒りを買った（サトシが悪い場合を除く）。当初は焦って行動していたが、ゴウのアドバイスで落ち着いた行動をとるようになった。研究所に住んでるワンパチとも当初は警戒された挙句相手にされなかったが今では仲良くなっている。
一般的なヒバニーの通り足を活かしたでんこうせっかによるスピードや蹴りを使用する。戦闘能力はサトシのピカチュウなど訓練や経験を積んだポケモンには劣るが並みの野生のポケモンよりは強い。
ホウエン地方・バトルフロンティア「ビードロカップ」では二体目として出場した。ホウジのグラエナに「にどげり」を「バークアウト」で弾かれ「かみくだく」で敗北を喫してしまう。
初登場時はクスネ達の仲間になろうと、あえて体全体を泥で黒く汚しクスネの体色を真似ていたため、ポケモン図鑑もヒバニーと認識できなかった。少しでも汚れが落ちるとそのことを気にしていたが、列車に乗った後は自ら身体の汚れを落とし、一般的なヒバニーの姿となった。
第17話ではほのお技が使えないことをヒヒダルマに嘲笑され、意地でもほのお技を習得しようと努力するが、ゴウとすれ違った。ロケット団のカムカメとバトルし未完成だった「ひのこ」を石を利用して完成させた直後、ラビフットに進化した。進化後はクールな性格になり、ゴウに対して素っ気ない態度で、距離を置いている。ただし、決してサトシやゴウを嫌っているわけでもなく、ゴウの足元でサトシのバトルを密かに応援したり、サトシがバトルに勝った時は笑顔を見せたりしている。
第22話ではクールな性格が原因でゴウの怒りを買う場面があり、ホウエン地方にてドゴームと縄張り争いをしていたハスブレロやジグザグマたちのリーダーとなっていたため、ゴウは別れようとしたが、最終的に彼のそばにいたいと思い、再びゴウの手持ちとして残ることになった。
第36話では相性で不利なフライゴンの「りゅうせいぐん」を蹴飛ばして「ひのこ」を繰り出すという相手の技を利用したサトシの戦法を模倣している。
第37話ではカキのバクガメスとバトルする。カキのZわざに「ひのこ」は弾かれ、ゴウとラビフットに当たりそうになったが、ガラガラ（アローラのすがた）に助けられ、結果中断に終わった。
第40話にてサンダーとのバトルの最中に「ブレイズキック」を習得。しかし、最後は疲労によりバトルができず、サンダーを逃がした。
第43話でキョダイマックスしたダストダスに対抗するため、初めてダイマックスした。
第45話でオリーヴのミロカロスとのバトルで当初は劣勢を敷いていたが、最中にエースバーンに進化して、その際に習得した「かえんボール」でミロカロスに逆転勝利した。進化後、エースバーンはヒバニー時代の元気な性格に戻ったと同時にスキンシップを取るようになった。
第46話ではピカチュウやルカリオと共にミュウツーとバトルするもダメージを一度も与えられずに敗北した。
第48話では自身のスイーツの渡し方の対応で怒ったルカリオと喧嘩しながらもロケット団からピカチュウを助けるためにお互い協力し、奔走。ロケット団とのバトルでは最初は苦戦していたが、ゴムを利用することを思い付き、ダゲキとナゲキに勝利した。その後はまたスイーツをルカリオに押し付けて、それに怒ったルカリオに追いかけ回された。
第124話では急にボールから飛び出し、シロナ戦に苦戦するルカリオを激励した。第125話でシロナに勝利した際は大はしゃぎして喜んだ。
127話ではかつての仲間だった3匹のクスネと再会した。その後、ロケット団と手を組んでいたニャイキングと子分ニャース（ガラルのすがた）と対戦し、進化したフォクスライと共に撃退した。
オープニングの時点で既に登場しており、ラビフットに進化してからも第31話までヒバニーのままである。ゲット前からピカチュウの次にクレジットされている。
ヒバニー・ラビフット時はボールから出ていることが多かったが、エースバーンに進化後はボールの中にいることが多くなり、サルノリをゲットした以降は登場しない回も増えてきた。
第32話以降のオープニングからはラビフットの姿で登場しており、ムゲンダイナとのバトルシーンではエースバーンに進化していた。
現在の使用技は「でんこうせっか」、「ブレイズキック」、「かえんボール」。進化前は「にどげり」、「ひのこ」も使用。

### インテレオン
メッソン→ジメレオン→インテレオン
- 声 - 千本木彩花→坂田将吾（インテレオンに進化後）
- 登場時期：PM2

第27話のラストで初登場。臆病で泣き虫なポケモンだが、ゴウからは「泣き虫だけど弱虫じゃない」と言われた。
第28話で噴水に隠れていたところをゴウが投げたボールに偶然当たりゲットされた。涙には催涙効果があり、周囲を泣かせてしまう。普段は水分によって姿を消している。ゴウの指示は聞いていたものの、バトルは不慣れなようでとまどいながらスナヘビとバトルをした。バトルスタイルは攻撃より身を守る方を得意とする。
第29話ではパーク内のポケモンを泣かせていた。
第36話ではフライゴンの「すなあらし」を「みずでっぽう」でかき消すも、フライゴンの地中からの「ドラゴンダイブ」で反撃され、泣きそうになったところをゴウにボールに戻される。
第54話では映画俳優のインテレオンに会ったことで心境が一転にし、彼に憧れを抱くようになる。その後、ロケット団の罠にかかったゴウたちを助けるため「とんぼがえり」を習得し、ニャースとソーナンスを撃破する活躍を見せた。今までは臆病や泣き虫と嘲笑されバトルにも消極的な姿勢を取っていたが、勇敢にロケット団に攻撃をし、パーク内でも強気の態度を見せるなど成長した。
第62話では特訓の最中にナゾノクサを助けた瞬間、ジメレオンへと進化した。しかし、憧れの存在だったインテレオンになれなかったことで意気消沈し、洞窟に籠ってしまった。心配したゴウに連れ出されるも失踪した。その後、場所を悟り合流したゴウに励まされ、サクラギパーク内で巣ごもりをした。
第78話では研究所に保管されていたゴウのイッシュ地方で蒐集したポケモンのデータが何者かに削除されメインデータへアクセスした形跡がある事件が発生し、サクラギたちはパスワードを強化していた。ジメレオンはその日の夜にその事件の犯行を目撃した。その際に、ガラル地方のデータが削除された。その次の日の夜には、事件の全貌を知り、合流したゴウと犯行をおこなっていたヤバシとそのポケモンカクレオンを特定した。ヤバシとバトルになり、カクレオンに舌に巻かれ投げられ、涙を流した途端に進化した。進化後はかつての泣き虫なところがすっかり無くなり、紳士的でクールな性格に成長し、再びゴウと行動することが増えてきた。
ゴウがサルノリをゲットするまでは、ボールから出てゴウの肩に乗っていることが多かった。また、メッソン時にはサクラギ研究所の様々なところに隠れていた。
ジメレオンの頃は、映画俳優のインテレオンへの憧れを意識し、夜間には石や小枝を用いて的を射る練習をしていた。また、進化後も危機に瀕すると涙を見せる一面があった。
現在の使用技は「ねらいうち」、「アクアブレイク」、「マッドショット」。進化前は「みずでっぽう」、「はたく」、「とんぼがえり」も使用。

### サルノリ
サルノリ
- 声 - 武田華
- 登場時期：PM2

- 親:ロケット団

第60話以降のゴウのメインパートナー。
第59話で初登場。元々はロケット・ガチャットのポケモン。ガチャットのボールから出て、サクラギ研究所に侵入し、ゴウのベッドで就寝し一夜を明かす。その後ロケット団に連れ戻されたが、隙を見て脱出し、サルノリを探していたゴウと再会を果たした。再びロケット団に連れ戻されそうになるが、魔の手から逃れるためにゲットするように指示した。元々入っていたボールを破壊して、ゴウにゲットされた。
性格はやんちゃでいたずらが好きで、相手を困らせてしまうことが多いが、惚れっぽく、涙脆いな一面もある。また、ムキになるとバリヤードの挑発に乗るなど意地っ張りな一面もある。食欲旺盛でエネルギーが切れると動かなくなる。また、第76話ではロケット団の罠に引っかかった後、トロピウスの果実に興味を示す等呑気な一面もあった。また、第82話ではケーキ作り用のクリームを全て平らげた。はしゃぎすぎてトラブルを起こすことも少なくなく、ゴースト列車に乗り込んだ際に、うっかりミカルゲのかなめいしを倒してしまい、サトシがミカルゲの魂に操られる原因を作ってしまった事もあったり、ドロンチを乗って暴走させたりとトラブルを起こすことが度々ある。バトルセンスはエースバーンとインテレオンに比べ劣るが、ロケット団のウッウを妨害してサシカマスを吐き出させなくするなどそれなりの活躍も見せている。
134話でゴウをカイオーガから守るために「ウッドハンマー」を習得した。
コハルのイーブイと特に仲がよく、意気投合している。
スティックを連打するとテンションが上昇する。また、ポケモンや草花を元気にする音波も出すことができる。
ゲットされて以後はメッソンに代わり、肩に乗ることが多く、メインパートナーとなっている。
現在の使用技は「えだづき」、「ウッドハンマー」。